# Іван Білицький
Іва́н Біле́цький (Біли́цький) (р., м. н. невід. — пом. 1788) — український військовий діяч, військовий осавул, кошовий отаман запорозького козацтва Олешківської Січі та Нової Січі (1733, 1735, 1738, 1760, 1765).
Білецький став засновником Січі на Підпільній. Очолював Військо Запорозьке у війні проти польських військ короля Станіслава Лещинського. Діючи на підпорядкованій Речі Посполитій Правобережній Україні, підтримував гайдамацький рух. Розбив татарську орду під час нападу її на Україну в 1738 р.
Імовірно український шляхтич Гербу Янина.